# Кривоногов, Василий Иванович
Василий Иванович Кривоногов (род. 11 февраля 1959, Роща, Гомельская область) — советский самбист, призёр чемпионатов СССР, обладатель Кубка СССР, чемпион Европы, победитель командного Кубка мира, мастер спорта СССР международного класса. Тренер по самбо. Судья национальной категории по самбо и дзюдо.

## Биография
Увлёкся борьбой в 1968 году. Представлял спортивный клуб «Динамо» (Гомель). Наставниками Кривоногова в разное время были Владимир Якушев, Леонид Сорокин, Николай Коляко и Виталий Сенько. Выступал в лёгкой (до 62 кг) и первой полусредней (до 68 кг) весовых категориях.
Согласно одним источникам был чемпионом Европы по самбо. Согласно другим, в финале чемпионата Европы в схватке Кривоногова с болгарином Валентином Миневым не удалось выявить победителя и обоим финалистам были вручены серебряные медали.
Выпускник Гомельского государственного университета. После ухода из большого спорта работал тренером в гомельском клубе «Юный дзержинец». Один из его воспитанников Дмитрий Полковников был удостоен звания Героя России.
Подполковник милиции. Работал в Управлении внутренних дел Гомельского облисполкома старшим инспектором отдела по профессиональной подготовке.

## Семья
Брат Виктор — мастер спорта СССР по самбо, бронзовый призёр чемпионата СССР 1983 года. В спорткомплексе «Новая Гута» проводился турнир по самбо в честь братьев Кривоноговых.

## Спортивные результаты
- Чемпионат СССР по самбо 1977 года — ;
- Самбо на летней Спартакиаде народов СССР 1983 года — ;
- Кубок СССР по самбо 1984 года — ;